# Philippsburg (Karlsruhe)
Philippsburg is een plaats in de Duitse deelstaat Baden-Württemberg, gelegen in de Landkreis Karlsruhe. De stad telt 13.723 inwoners.

## Geografie
Philippsburg heeft een oppervlakte van 50,56 km² en ligt in het zuidwesten van Duitsland.

## Stadsdelen
- Kernstadt
- Huttenheim
- Rheinsheim

Bad Schönborn ·
Bretten ·
Bruchsal ·
Dettenheim ·
Eggenstein-Leopoldshafen ·
Ettlingen ·
Forst ·
Gondelsheim ·
Graben-Neudorf ·
Hambrücken ·
Karlsbad ·
Karlsdorf-Neuthard ·
Kraichtal ·
Kronau ·
Kürnbach ·
Linkenheim-Hochstetten ·
Malsch ·
Marxzell ·
Oberderdingen ·
Oberhausen-Rheinhausen ·
Östringen ·
Pfinztal ·
Philippsburg ·
Rheinstetten ·
Stutensee ·
Sulzfeld ·
Ubstadt-Weiher ·
Waghäusel ·
Waldbronn ·
Walzbachtal ·
Weingarten (Baden) ·
Zaisenhausen